# Pehr Henrik Ling
Pehr Henrik Ling, född 15 november 1776 i Södra Ljunga, Småland, död 3 maj 1839, var en svensk gymnastikpedagog, skald och grundare av Linggymnastiken. 
Ling grundade och var första föreståndare för Gymnastiska centralinstitutet (GCI), idag Gymnastik- och idrottshögskolan (GIH), och kallas även den svenska gymnastikens fader. Ling är begravd vid Lings kulle vid norra Haga-Brunnsvikens strand inom Kungliga nationalstadsparken.

## Biografi

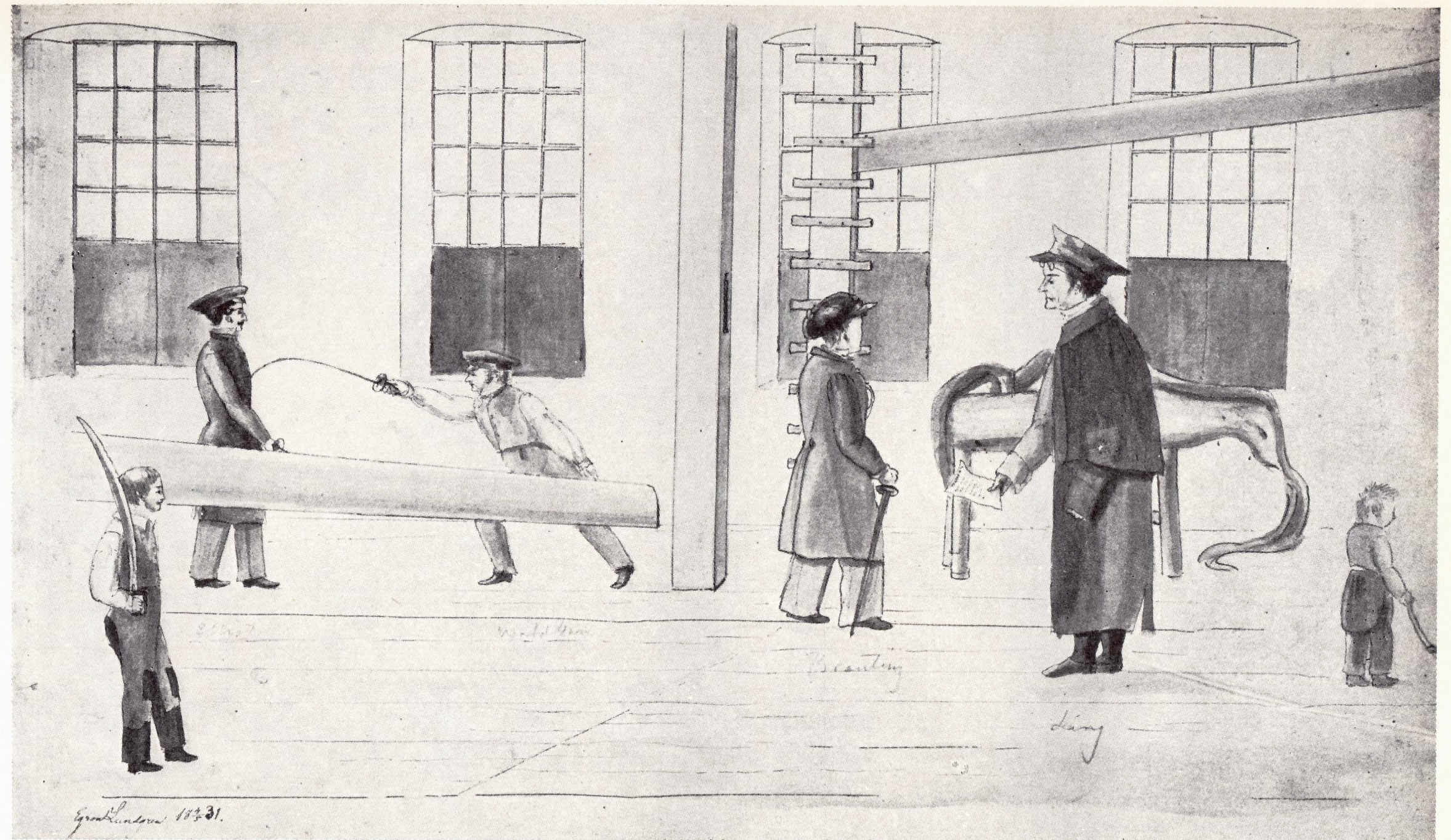
Ling i gymnastik- och fäktsalen. Teckning av Egron Lundgren (1839).

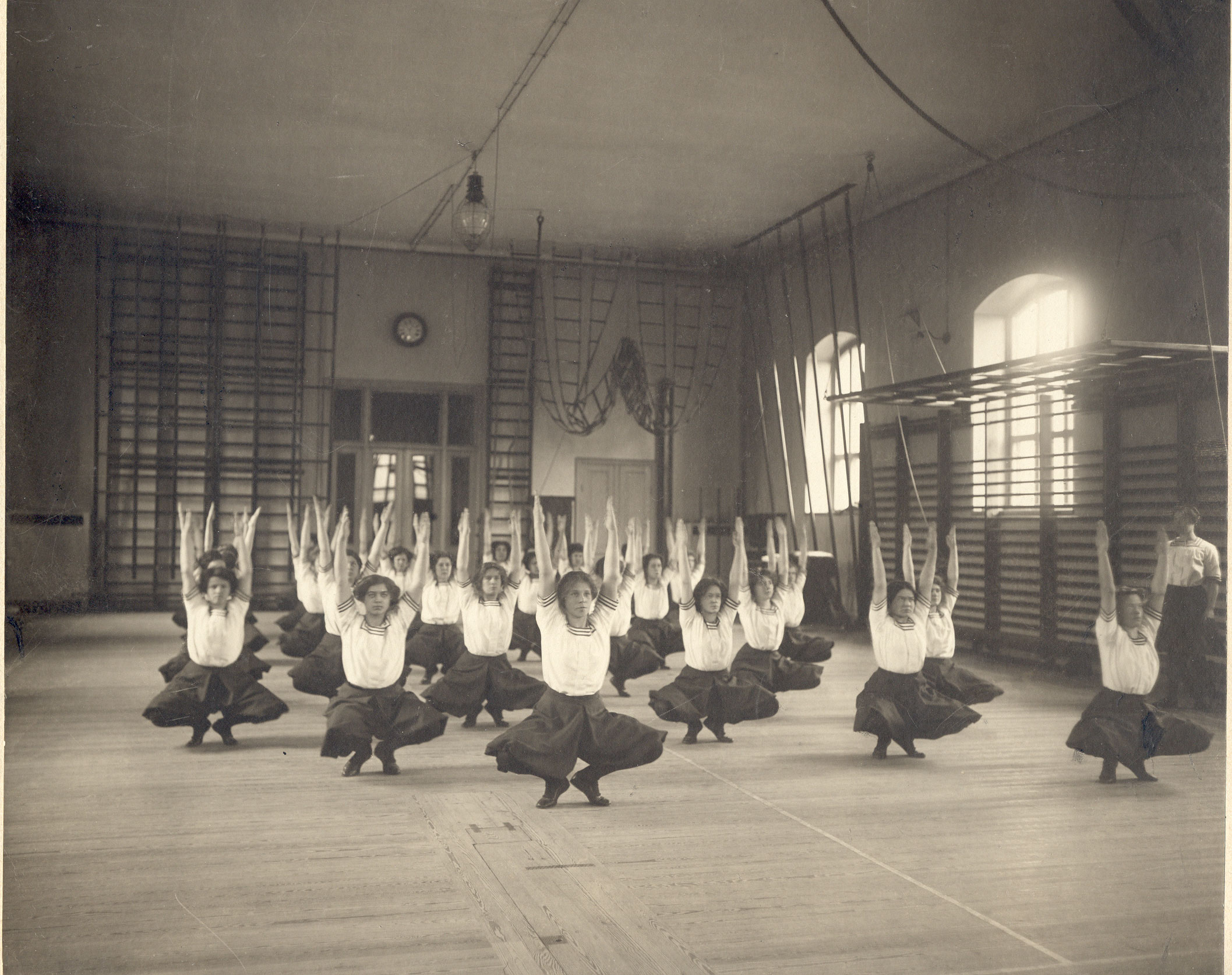
Linggymnastik vid Gymnastiska centralinstitutet omkring 1910.

När Ling var fyra år avled fadern, kyrkoherde Lars Peter Lingh. Vid nio års ålder skickades han till Växjö för att gå i skola och några år därefter avled modern i lungsot. När han var 14 blev han gymnasist men ansågs ha försummat sina studier. I november 1792 greps han efter att ha slagit sönder fönsterrutorna hos rektorn och två lärare i skolan. Straffet skulle bli tuktning inför hela skolan, men han lyckades rymma tillsammans med en kamrat innan straffet skulle utdömas.
Han blev student vid Lunds universitet 1793 men begav sig redan 1794 till Stockholm, där han studerade moderna språk och gav privatlektioner. Han trivdes dock inte i Stockholm, och sommaren 1799 begav han sig till Köpenhamn, där han stiftade bekantskap med Franz Nachtegalls gymnastiksystem och Adam Oehlenschlägers litterära göticism. Han tog samtidigt fäktlektioner av två franska emigranter och besökte Nachtegalls privata gymnastikinstitut. Med tiden förvandlades den klene ynglingen till en atlet i styrka. Hans nyväckta intresse för gymnastiken och för Nordens forntid sammansmälte småningom i den fosterländska önskan att dana ett till kropp och själ sunt svenskt släkte.
Efter sin återkomst till Lund i september 1804 utvecklade Ling en flitig poetisk verksamhet. Ling blev 1805 fäktmästare vid Lunds universitet och lade under sin tid här den första grunden till sitt gymnastiska system. Han hade iakttagit på sig själv att sjukdomar, såsom förkylning och reumatism, kunde hävas och – ännu bättre – förekommas genom kroppsrörelse. Det gav honom idén att studera kroppens byggnad. På det sättet kom han underfund med hur olika slags rörelser inverkar på organismen. Han gav med andra ord gymnastiken en vetenskaplig grundval. På denna grundval byggde han sedan upp ett system av gymnastiska övningar, ordnade i grupper alltefter deras olika inverkan på organismen.
Under sommaruppehållet försökte han sprida kännedomen om sitt system till andra delar av landet genom att anordna kortare kurser, bland annat i Malmö, Göteborg och Kristianstad. Han försökte även intressera arméns representanter genom en demonstration på Ljungbyhed 1810. 1813 blev Ling fäktmästare vid Karlbergs krigsakademi och fick även kunglig majestäts tillstånd att i Stockholm upprätta en gymnastisk anstalt för utbildandet av gymnastiklärare för skolan och armén, Gymnastik- och idrottshögskolan, Gymnastiska centralinstitutet. Ling kom att bli skolans chef under närmare 25 år. 1818 förordnades han till lärare i gymnastik och fäktkonst vid Högre artilleriläroverket på Marieberg.
Han var ledamot av Götiska förbundet, Svenska Akademien (1835)  och riddare av Nordstjärneorden.
Ling utvecklade också ett system för massage och muskeltöjningar. Denna teknik kallas idag klassisk eller svensk massage, och är den mest spridda formen av massage i västvärlden.
Ling var även litterärt verksam och skrev dikter i götisk, romantisk anda, exempelvis Gylfe från 1810. Konstnären och grafikern Anders Hultgren illustrerade dikterna i Gylfe. Han skrev även historiska skådespel och visor som Tiggargossen (1806).
Hans dröm som diktare var att kunna skänka Norden ett stort epos som skulle kunna ställas vid sidan av Homerus Iliad. Det största resultatet av hans mödor blev den digra hjältedikten "Asarne" i trettio sånger. Hans dikter fick dock få läsare. När det år 1824 var fråga om att Svenska akademien skulle prisbelöna Lings produktion under året, orkade Esaias Tegnér inte ta sig igenom mer än två av hans fyra tragedier. Om den ena av dem, "Ingjald", skriber Tegnér i ett par förtroliga brev att den "har några rätt vackra mordbrännarescener i sista akten. Vad den andra, ’Visburs söner’, angår, så är det egenteligen ej en tragedi utan en slaktarbod, där man slår det ena nötet efter det andra för pannan utan vidare process. Det är möjligt, att de två andra tragedierna äro bättre, men jag har övernog av vad jag läst." Lings hjältar "sjunga ej, utan de brumma. ’Burr! Burr! Burr!’ är temat, vilket de finna så vackert, att de aldrig variera det", skriver Tegnér. I ett brev från år 1834 kallar Tegnér "Asarne" för "ett poem om och för vildar – alla skrika och ryta, endast grövre eller hesare".
På äldre dagar ironiserade Ling obarmhärtigt över sina egna litterära skapelser och rekommenderade läsning av "Asarne" när man ville somna gott.
Ling bodde på Annelunds gård vid norra Haga-Brunnsviken i Solna socken från 1822 till sin död 1839. Han var far till Hjalmar Ling. Vid Brunnsvikens strand skapade Ling en privat begravningsplats, Lings kulle. En studie av detta val av gravplats har publicerats år 2002 av Peter Schantz.

## Eftermäle
Under första världskriget kom man inom den brittiska armén till insikt om värdet av den Lingska gymnastiken såsom härdnings- och "uppryckningsmedel". Om dess användning vittnar det faktum att nära ett par tusen instruktörer i svensk gymnastik var anställda inom denna armé.

### Minnen
Samtliga medaljer vid de Olympiska sommarspelen 1912 hade ett porträtt av Per Henrik Ling på medaljens baksida.
På Annelunds gårds gårdsplan restes 1934 av Svenska gymnastikläraresällskapet en minnestavla i brons över Ling. På tavlans sida mot huvudbyggnaden finns en medaljong föreställande Ling i profil och texten ”1822–1839 bodde här Per Henrik Ling den svenska gymnastikens skapare samt uppväxte hans son Hjalmar Ling främjare av faderns verk”. På motsatta sidan syns en antik figurgrupp symboliserande frisk- och sjukgymnastiken, därunder texten ”Svenska gymnastikläraresällskapet uppsatte denna minnestavla vid sitt femtioårsjubileum 21.5.1934”.
Till hundraårsminnet av Lings död gav Posten 1939 ut minnesfrimärken. Samma år anordnades den första Lingiaden. Det finns ett flertal (PH) Lings väg, Lingvägen och Linggatan på olika orter i Sverige. Gymnastikhuset, Linköping pryds utvändigt av Lings porträtt. Gymnastikförbundet Syds lägergård vid Skälderviken norr om Ängelholm, anlagd 1939, fick år 1947 namnet Lingvallen. En idrottsplats i nordvästra Linköping har också namnet Lingvallen.
En liten skulptur, Korssittande flicka, finns framför Kulturhuset i korsningen av Hamngatan och Sveavägen i Stockholm, där en gång GCI låg. I Södra Ljunga i Småland finns prästgården, huset där han föddes och växte upp, bevarat som ett museum. Det finns också en idrottsförening som heter GoIF Ling, vars fotbollslag spelar sina hemmamatcher invid kyrkan i Södra Ljunga. I samband med Gymnastik- och idrottshögskolans 175-årsjubileum år 1988 inrättades Lingloppet - en bildande löptävling från Pehr Henrik Lings gravplats vid Haga-Brunnsviken via Sergels torg, där GCI låg, och vidare upp till GIH:s nuvarande placering vid Stadionhöjden.

### Bilder

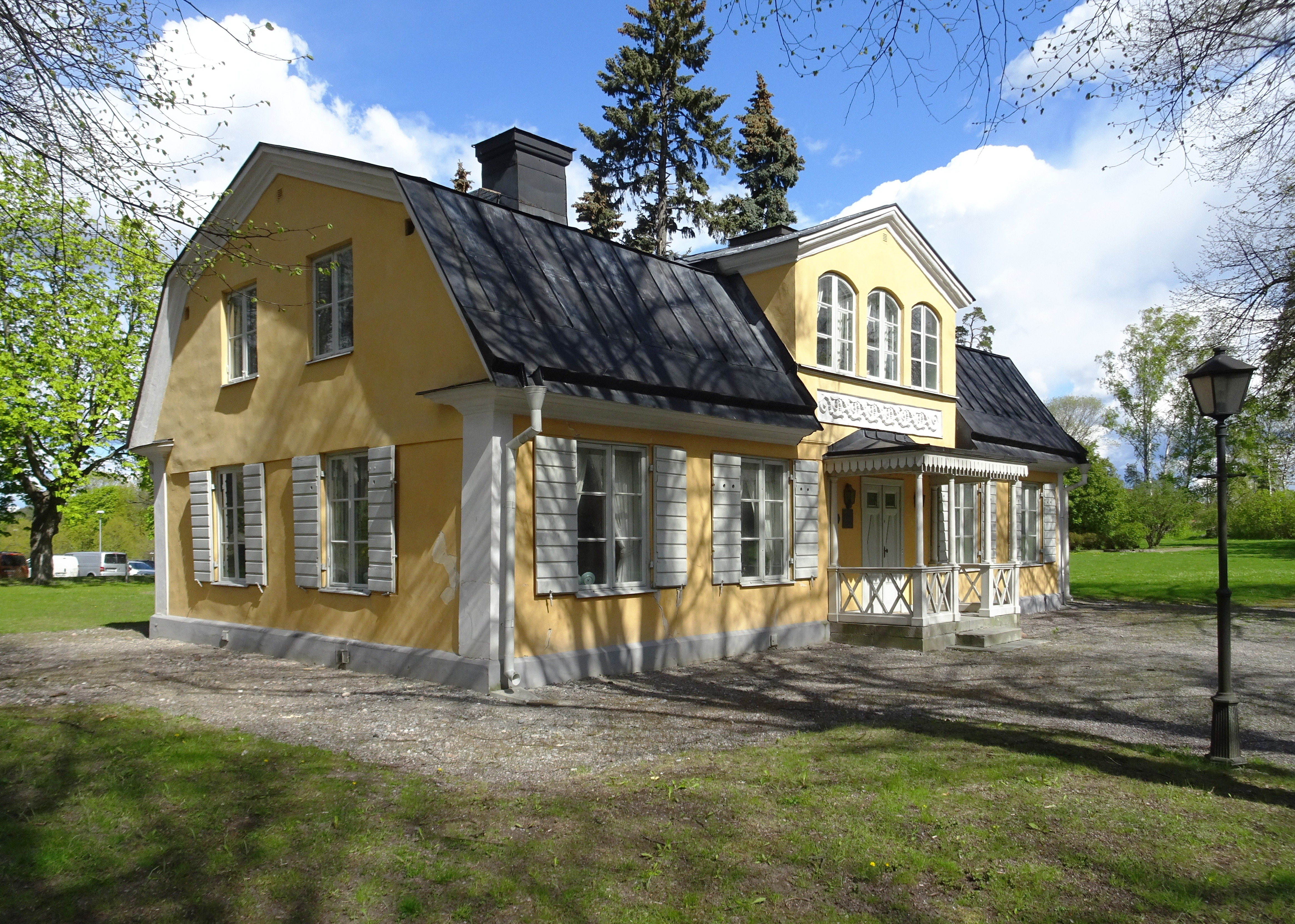
Annelunds gård.
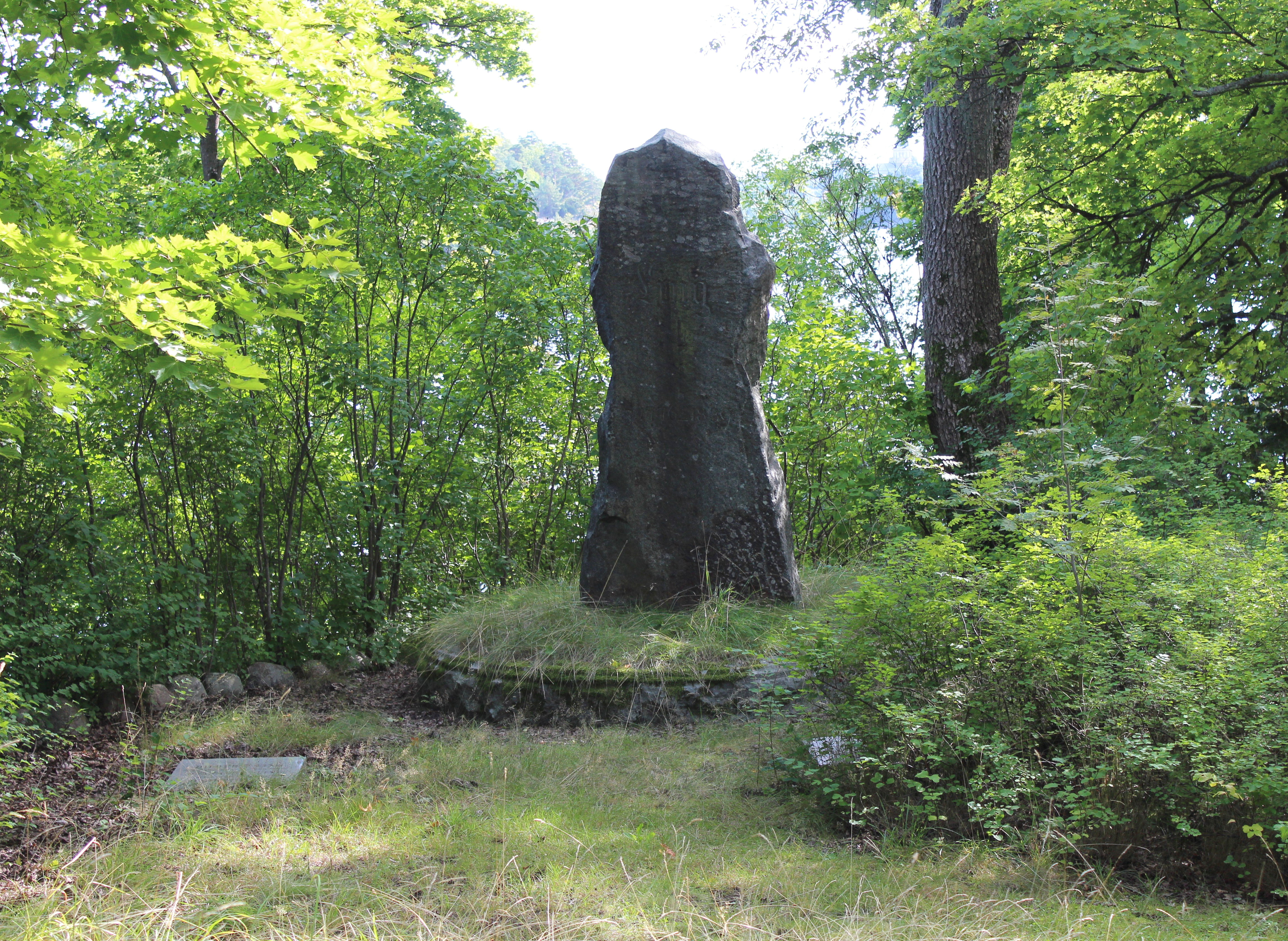
Lings grav på Lings kulle vid Brunnsviken i Solna.
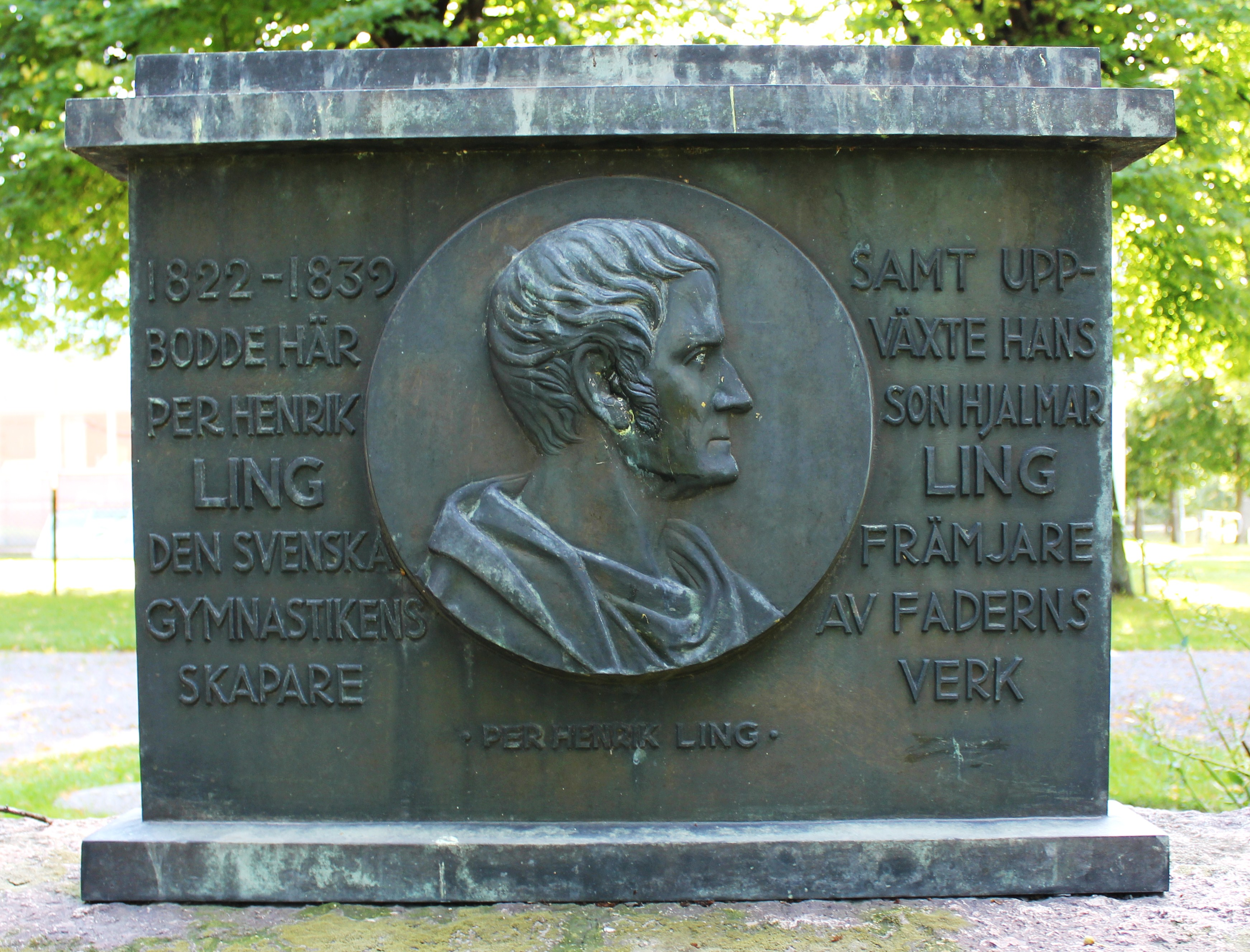
Minnestavla över Ling vid Annelunds gård, avtäckt 1934.
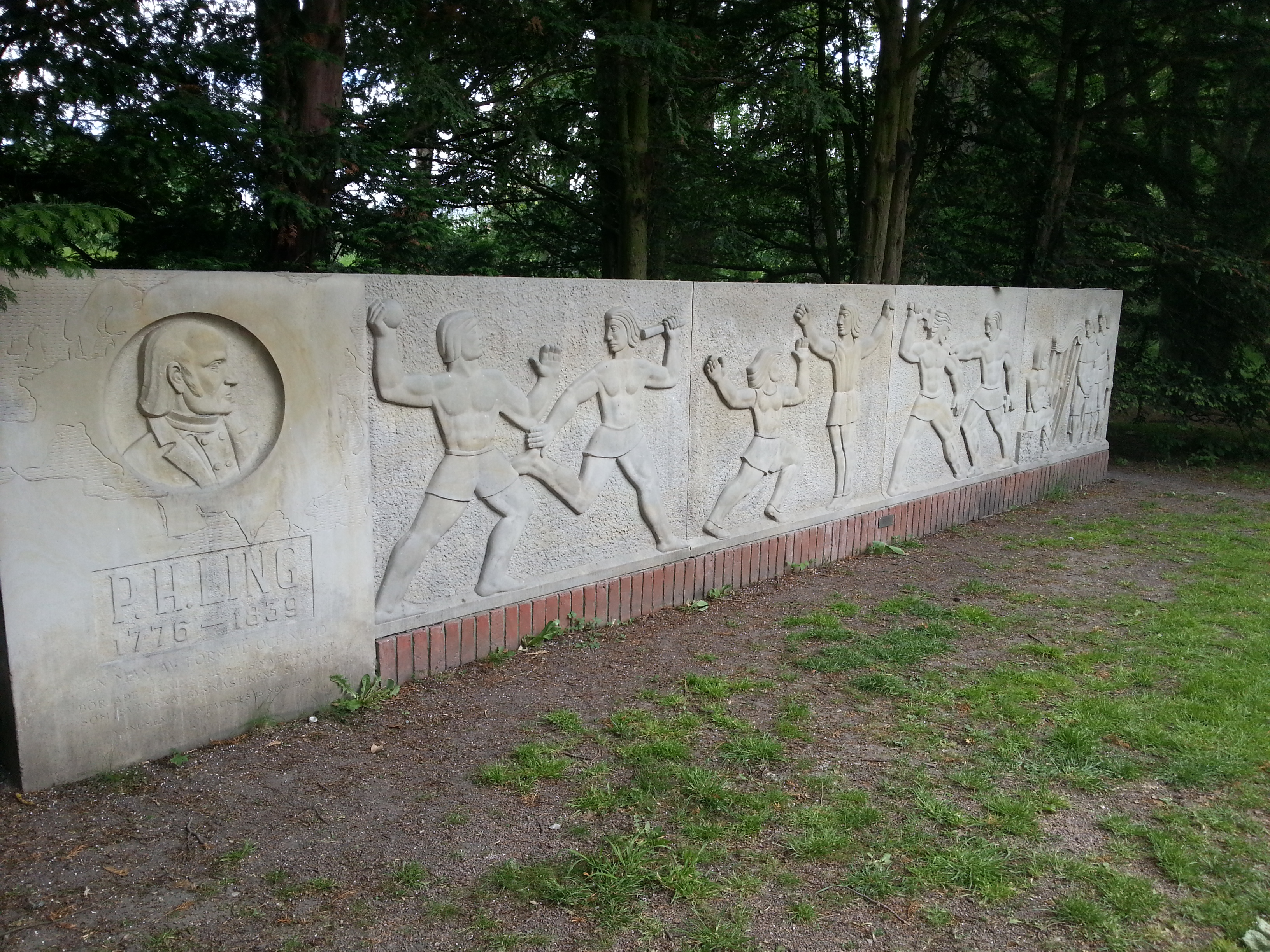
Lingmonumentet i Lunds stadspark, uppfört 1939.

### Samlade arbeten
- Samlade arbeten utgifne under ledning af B. v. Beskow. Stockholm: Bonnier. 1861–1866. Libris 1273047
  -  Bd 1. D. 1. 1861. Libris 1273048. https://archive.org/details/samladearbeten01ling - Innehåll: Lefnadsteckning öfver P. H. Ling / författad av B. v. Beskow. - Gylfe. - Asarne. 1-2.
  -  Bd 1. D. 2. 1861. Libris 1273049. https://archive.org/details/samladearbeten02ling - Innehåll: Asarne. 3-4.
  -  Bd 2. 1864. Libris 1273050. https://archive.org/details/samladearbeten03ling - Innehåll: Agne. - Tirfing eller Dödssvärdet. - Kärleken. - Eddornas sinnebildslära. - Eylif den Göthiske. - Blot-Sven. - Den heliga Birgitta.
  -  Bd 3. 1866. Libris 1273051. https://archive.org/details/samladearbeten04ling - Innehåll: Ingjald Illråda och Ivar Vidfadme. - Engelbrekt Engelbrektson. - Riksdagen 1527. - Gymnastikens allmänna grunder. - Soldatundervisning i gymnastik och bajonettfäktning. - Skrifvelser, tal, aforismer och andra efterlemnade papper om gymastik.

## Priser och utmärkelser
- 1815 – Lundbladska priset
- 1837 – Kungliga priset